# Бэнд, Алекс
Александр Макс Бэнд (англ. Alexander Max Band, род. 8 июня 1981 года, Лос-Анджелес, Калифорния, США) — американский музыкант, певец (драматический баритон), композитор-песенник, наиболее известен своей работой в своей предыдущей группе The Calling и песней «Wherever you will go», которая занимала 3 место в Топ 40 в 2001 году.
Вместе с напарником-другом Аароном Камином был в составе группы The Calling. Их сотрудничество оказалось успешным, группа выпустила 2 альбома - Camino Palmero (2001) и Two (2004). Также они достигли Топ 40 с такими песнями, как «Adrienne», «Our Lives» и «Things Will Go My Way». В сольной карьере Бэнда хорошо известна песня «Why Don’t You & I», записанная с Карлосом Сантаной в 2004 году. В 2008 г. он создал свою звукозаписывающую студию AMB Records и выпустил EP (альбом, обычно состоящий из 5 песен), названный Alex Band EP. Бэнд выпустил дебютный сольный альбом We’ve All Been There в июне 2010. Сейчас проживает в Лос-Анджелесе.

## Биография
Алекс Бэнд родился в Лос-Анджелесе, штат Калифорния, в семье Меды Бэнд (урожденной Робертсон), и Чарльза Бэнда ― известного режиссера фильмов ужасов. Его дед ― Альберт Бэнд также является известным режиссером. Отец Бэнда ― еврей, а мать ― христианка. У Чарльза есть брат Ричард, который тоже занимался кинопроизводством. Оба родителя выросли в Италии, у них есть собственный замок в Джове, Умбрия. Бэнд пробует себя в духовных темах в нескольких из своих песен, хотя говорит, что не придерживается ни одной определенной веры. В одной из своих песен, «Please», он сказал: «… Я вырос в семье отца еврея, который не придерживался никаких обычаев, и матери христианки, которая верила только в Иисуса и праздновала Рождество. Незачем говорить, что мне нужно мою собственную религию. В этой песне я спрашиваю Бога, во что мне верить? В мире, полном всевозможных религий, и где люди борются за то, чья религия правильная, это все разочаровывает меня, и я начинаю думать, что все помешаны на одном и том же».
Когда Бэнд был маленьким, его родители развелись, и его отец женился заново. Он вырос с двумя сводными братьями Харланом (Harlan) и Зальманом (Zalman), и с сестрой Тайрин (Taryn). После развода его мать переехала в Германию, где повторно вышла замуж, и где проживает до сих пор. В это время Бэнду было около 8 лет. У неё 3 сына от второго брака, которых Алекс иногда встречает во время туров по Германии. В сингле «Could It Be Any Harder» немного говорится о чувствах по поводу переезда матери.
Пока Алекс рос, он иногда появлялся с маленькими ролями в фильмах отца. Бэнд вырос на улице Camino Palmero, которая позже вдохновила его на одноимённый первый альбом. Он начал писать песни и играть на гитаре в возрасте 8 лет.
Его любимыми группами и исполнителями были и остаются Pearl Jam, Bon Jovi, Live, Train и U2.
Вскоре, с другом и кинематографистом Джетро Роте-Кушелом, он организовал свою первую группу, которая называлась «Maybe Solitude». Роте-Кушел также был режиссёром первого видео на песню Алекса «Dormant Prayer». У группы было камео в фильме «Гадкий Койот». В 14 лет Алекс сделал тату кокопелли на запястье. Впоследствии это стало символом The Calling.

## Карьера

### The Calling
В 15 лет Алекс и группа The Calling, созданная совместно с Камином, подписали контракт с звукозаписывающей компанией RCA Records. В это время его выгнали из школы, но позже, при домашнем обучении, он получил диплом о среднем образовании.
С огромным успехом The Calling выпустили свой первый сингл «Wherever You Will Go». Вскоре песня достигла № 1 в рейтинге Billboard Hot AC и держалась там на протяжении 27 недель. Потом она добралась до № 3 в рейтинге Hot 100. Первый альбом группы Camino Palmero также занял 36 место в рейтинге Billboard Sales и впоследствии вышел в виде платинового альбома.
Новые синглы группы, «Adrienne» и «Could It Be Any Harder», также занимали достойные места в рейтинге AC top 40. Однако следующий альбом «Two» 2004 года не оправдал ожидания, заняв 54 место в рейтинге Billboard Top 200. Альбом претерпевал отсутствие поддержки звукозаписывающей компании, хотя песни более или менее держали свои позиции. Первый сингл, «Our Lives», был использован в церемонии открытия Олимпийских Игр в 2004 году и занимал 34 место в рейтинге Billboard top 40. Последний сингл «Anything» оказался более популярен, заняв 23 место в Adult top 40.
После провала Two группа объявила о распаде. 4 июня 2005 года они дали последний концерт в Темекуле, Калифорния.
The Calling продали более 6 миллионов записей по всему миру.
Их песня «Wherever You Will Go» была названа песней № 1 из 10 в Adult Pop Charts по мнению журнала Billboard.
В 2016 году группа The Calling снова воссоединилась.

### Написание песен
Во время и после участия в The Calling Бэнд и Камин вместе написали все песни группы. Они также писали песни не только для других артистов, но и для нескольких фильмов, многие из которых Алекс впоследствии исполнил. Одной из таких песен был сингл «For You», который использован в фильме Сорвиголова. Песня заняла 9 место в рейтинге Billboard Top 200.
Кавер «Keep Your Hands to Yourself» был использован в фильме Стильная штучка. Бэнд записал песню «Take Hold of Me» для использования её в фильме своей предыдущей жены Рыбка без велосипеда, где у Алекса есть маленькая роль. Также его песни появлись в саундтреке к фильму Братц.

### Сольная карьера
Сольная карьера Бэнда началась задолго до распада The Calling. Чед Крюгер выбрал его для исполнения песни «Why Don’t You & I» с Карлосом Сантаной. Изначально, Крюгер написал и исполнил песню для альбома Карлоса Shaman. Так или иначе, когда компания Arista Records решила выпустить эту песню в виде сингла, студия звукозаписи Крюгера отказала им, основываясь на том, что это могло бы повлечь некоторые проблемы после недавнего выпуска альбома и довольно значимого сингла.
Кавер, созданный Бэндом, оказался невероятно успешным, заняв 3 позицию в Billboard Top 40 и 8 в Billboard Top 100. Кроме того, песня заняла 5 место в рейтинге Adult Pop charts по версии Billboard. Сингл достиг 1 позиции в AC charts и продолжал проигрываться на радиостанциях в течение всего дня. Песня появляется в специально выпущенным Сантаной альбоме Ceremony: remixes& rarities и Ultimate Santana.
Бэнд также записал песню «The Truth» для использования в фильме «Doll Graveyard», режиссёром которого является отец Алекса.
В ноябре 2005 было объявлено, что Бэнд подписал контракт в лице соло артиста с Роном Фейром, который состоял в звукозаписывающей студии Geffen Records. Альбом был записан, и предполагалось, что он будет выпущен в конце 2007 года, но релиз откладывался несколько раз. Алекс покинул студию Geffen в 2008.
В это время произошло несколько релизов. Один из них, «It Doesn’t Get Better Than This», для фильма Братц. Бэнд исполнил и записал песню «Coming Home», которая использована в фильме Последний сезон в конце 2007.
В октябре 2007 Бэнд дал свой первый благотворительный концерт для организации «Donate Life America» в Лос-Анджелесе, Калифорния. Концерт был записан и показан в DISH Network. Концерт Бэнда для The Real World: Hollywood также был записан. Ещё один концерт для Donate Life был проведен в Ричмонде, 21 августа 2008.
Первое видео к песне в его сольной карьере опять режиссировал его друг, режиссёр и продюсер Джетро Роте-Кушел, песня называлась «Only One».
Новая музыка из дебютного альбома Алекса использована в Мелроуз Плейс и Дневниках Вампира.
Алекс начал Радио Промо Тур во Флориде 11 февраля и продолжал до июня, приуроченный к релизу альбома в июне. Он также принимал участие в концертах Sister Hazel, Carbon Leaf и Jonny Lang.
Первый тур по Америке начался на Западном Побережье 14 июля 2010 и закончился на Восточном Побережье 8 августа 2010.
Дебютный альбом Алекса в США был выпущен 29 июня 2010, в Германии 26 сентября 2010. Во многих странах, включая Канаду, CD был выпущен 24 августа 2010 года.
В 2012 году, 22 мая вышел новый EP Бэнда под названием "After The Storm".

### Независимый лейбл
Алекс Бэнд выразил неудовольствие в связи с продолженным отсроченным релизом его дебютного альбома. 16 апреля 2008 года на официальном Фан-сайте Бэнд объявил, что покинул студию Geffen и создал свою собственную звукозаписывающую компанию под названием AMB Records, с помощью который альбом будет выпущен в США. Для международного релиза он будет работать с EMI Records. «Я работал над тем, чтобы ненадолго покинуть мой лейбл и переехать куда-нибудь, чтобы выпустить эту запись и дать ей заслуженный толчок… и теперь я счастлив объявить, что я САМОСТОЯТЕЛЬНО буду выпускать мой альбом! С помощью моих хороших друзей  в бизнесе и удивительной командой я создаю свою собственную звукозаписывающую компанию. Это даст мне свободу принимать свои собственные решения, вкладывать деньги в собственное развитие, делать то, что я хочу и когда хочу. Это возможность проводить время, погружаясь в музыкальный бизнес, и я очень рад этому. Нет никакой информации о конкретных датах выпуска альбома, но я делаю все, что в моих силах, чтобы этот процесс был настолько быстрым, насколько это возможно. Конечно же, я дам вам знать обо всем тогда, когда узнаю больше».
25 апреля 2008 года Бэнд выпустил альбом, состоящий из 5 песен (EP) под названием «Alex Band EP». EP содержал 4 новых песни в дополнении к синглу «Coming Home». Альбом продается на официальном Фан-сайте. Новая версия альбома была создана для тура в Бразилии. 13 мая было объявлено, что трек «Only One» будет официальным синглом исключительно для Бразилии, и песня с видео доступны на официальном Фан-сайте Алекса.
Надолго отсроченному полному альбому нужно все-таки дать определенную дату выпуска, хотя несколько песен уже появились на различных официальных сайтах. 2 коротких клипа «Tonight» и  «Please» появились на официальной странице Алекса в MySpace. Песня «Only One» также была добавлена. Другие клипы были также добавлены на его официальный Фан-сайт. Клипы из полного альбома можно услышать на www.blackstarbracelet.com.
В дополнение к выпуску альбома Бэнд отправился в тур. Он начал давать концерты в апреле 2008 и в течение того года несколько раз выступал в США. В июне и июле 2008 он завершил очень удачный тур по Бразилии, состоящий из 13 представлений и несколькими появлениями на Бразильском радио и ТВ.
Алекс решил давать сольные концерты и создал свою звукозаписывающую компанию AMB Records, и заметил, что музыкальная индустрия исчерпана, и совместно с Робином Сиднеем создал новый способ выпуска музыки – через Black Star Bracelet. Каждый приобретенный браслет идет с бесплатной загрузкой песни.
29 июня 2010 года был выпущен его дебютный сольный альбом «We’ve All Been There». Первый сингл «Tonight» выпущен 15 февраля 2010 года.

### Актерская карьера
Бэнд появился в фильме Бар «Гадкий койот» в качестве музыканта на сцене клуба.
Также он появился в сериале C.S.I.: Место преступления Нью-Йорк в эпизоде «Помогите», вышедшем в эфир 14 января 2009 года. Бэнд сыграл роль наркозависимого музыканта, которого подозревают в убийстве. Песня, которую он исполнил в эпизоде вместе с приглашённой звездой Бонни Макки, его собственного сочинения. Алекс заявил, что собирается больше сниматься в кино в будущем.

## Личная жизнь
Бэнд женился на своей подруге, американской актрисе Дженнифер Скай, 25 июля 2004 года. Пара разошлась в 2009 году. В феврале 2010 года Алекс обручился с Кристин Блэнфорд, и 1 мая 2011 года они поженились. Кристин появилась в музыкальных видео на его песни "Tonight" и "Euphoria". Пара распалась в апреле 2012 года. Примерно в то же время у Алекса обнаружили болезнь Паркинсона, но он продолжил заниматься музыкой. Теперь Алекс женат на Shayna Weber. 3 сентября 2016 года у них родился сын. Назвали малыша в честь прадедушки - Макс.

### Благотворительность
Бэнд работает с несколькими благотворительными фондами. После болезни его предыдущей жены, Алекс стал поддерживать донорство органов, близко сотрудничая с организацией Donate Life America. Ежегодно он устраивает благотворительный концерт в «Alex Band's Donate Life Rocks Concert», чтобы собрать деньги.
Каждый год Дебби Хейгерман, которая является организатором его официального фан -сайта, устраивает благотворительный проект ко Дню Рождения Бэнда, предлагая фанатам в качестве подарка пожертвовать что-либо на благотворительность. В дополнении, каждый год выпускается календарь, где собраны фотографии Алекса на концертах. Все эти деньги идут на благотворительный фонд Алекса в Donate Life America. Проект собрал более 30.000 долларов в честь Алекса.

## Дискография

### Альбомы
| Год  | Название             | Чарты | Чарты   | Чарты | Чарты | Чарты |
| Год  | Название             | US    | US Heat | GER   | AUT   | SWI   |
| ---- | -------------------- | ----- | ------- | ----- | ----- | ----- |
| 2010 | We've All Been There | —     | 42      | 12    | 17    | 46    |

### EP
- 2008: Alex Band EP

US Edition Date on May 2008

Brazil Edition Date on June 2008
- 2012: After The Storm

Этот альбом пока вышел только в электронной версии, покупка которой доступна на iTunes и Amazon.

### Синглы
| Год  | Сингл                            | Пик популярности в чартах | Пик популярности в чартах | Пик популярности в чартах | Пик популярности в чартах | Пик популярности в чартах | Пик популярности в чартах | Альбом                |
| Год  | Сингл                            | US                        | US 40 Main                | US AC                     | US Adult Pop              | GER                       | AUT                       | Альбом                |
| ---- | -------------------------------- | ------------------------- | ------------------------- | ------------------------- | ------------------------- | ------------------------- | ------------------------- | --------------------- |
| 2008 | "Only One"                       | —                         | —                         | —                         | —                         | —                         | —                         | Alex Band EP          |
| 2009 | "Silent Night" (digital release) | —                         | —                         | —                         | —                         | —                         | —                         | Silent Night - Single |
| 2010 | "Tonight"                        | —                         | —                         | —                         | 31                        | 27                        | 37                        | We've All Been There  |
| 2010 | "Without You"                    | —                         | —                         | —                         | —                         | —                         | —                         | We've All Been There  |
| 2010 | "Only One" (European release)    | —                         | —                         | —                         | —                         | 66                        | —                         | We've All Been There  |
| 2011 | "Euphoria" (German release)      | —                         | —                         | —                         | —                         | —                         | —                         | We've All Been There  |

#### Как приглашенный музыкант
| Год  | Сингл                                                   | Пик популярности в чартах | Пик популярности в чартах | Пик популярности в чартах | Пик популярности в чартах | Пик популярности в чартах | Пик популярности в чартах | Альбом                   |
| Год  | Сингл                                                   | US                        | US 40 Main                | US AC Ad. Cont.           | US Adult Pop              | GER                       | NZ                        | Альбом                   |
| ---- | ------------------------------------------------------- | ------------------------- | ------------------------- | ------------------------- | ------------------------- | ------------------------- | ------------------------- | ------------------------ |
| 2003 | "Why Don't You & I" (Santana feat. Alex Band)           | 8                         | 3                         | 16                        | 1                         | 76                        | 21                        | Shaman                   |
| 2009 | "In Your Heart, I'm Home" (Ясмин Лукас feat. Alex Band) | —                         | —                         | —                         | —                         | —                         | —                         | Bela, a Feia: Soundtrack |

Примечания
1. ↑  Бразильский релиз

### Фан-сайты
- Фан-сайт в США
- Фан-сайт во Франции
- Фан-сайт в Германии
- Фан-сайт в Италии
- Фан-сайт в России